# Valeriana cernua
Valeriana cernua är en kaprifolväxtart som beskrevs av B. Eriksen. Valeriana cernua ingår i släktet vänderötter, och familjen kaprifolväxter. Inga underarter finns listade i Catalogue of Life.